# (231486) Capefearrock
(231486) Capefearrock est un astéroïde de la ceinture principale.

## Description
(231486) Capefearrock est un astéroïde de la ceinture principale. Il fut découvert le 3 août 2008 à Charleston par Robert Holmes et Harlan Devore. Il présente une orbite caractérisée par un demi-grand axe de 2,25 UA, une excentricité de 0,20 et une inclinaison de 4,9° par rapport à l'écliptique.

## Compléments